# Peligros
Peligros – gmina w Hiszpanii, w prowincji Grenada, w Andaluzji, o powierzchni 10,14 km². W 2014 roku gmina liczyła 11 212 mieszkańców.
Nazwa tej gminy ma wyraźne korzenie łacińskie z czasów Cesarstwa Rzymskiego.